# Dicranomyia (Dicranomyia) atrostyla
Dicranomyia (Dicranomyia) atrostyla is een tweevleugelige uit de familie steltmuggen (Limoniidae). De soort komt voor in het Neotropisch gebied.